# Thaiderces chujiao
Thaiderces chujiao es una especie de araña del género Thaiderces, familia Psilodercidae. Fue descrita científicamente por Li & Chang en 2019.
Habita en Tailandia. El holotipo hembra mide 1,62 mm.